# Дубрівка (Ниськівський повіт)
Дубрівка (пол. Dąbrówka) — село в Польщі, у гміні Улянув Ніжанського повіту Підкарпатського воєводства. Населення — 764 особи (2011).

## Історія
Відповідно до «Географічного словника Королівства Польського» в 1880 р. село знаходилось у Нисківському повіті Королівства Галичини та Володимирії Австро-Угорщини, у селі було 111 будинків і 657 мешканців «мішаної національності — польської й руської». Церкву збудували русини, поселенці, які прибули з околиць Львова, щоб побудувати двір у сусідньому Зарічі, та оселилися в Дубрівці.
На 01.01.1939 в селі проживало 810 мешканців (240 українців-грекокатоликів і 570 поляків). Село входило до ґміни Улянув II Нисківського повіту Львівського воєводства Польщі.

## Церква
Дерев'яна церква св. Онуфрія збудована в 1764 р., була парохіяльною церквою Каньчузького (з 1920 р. — Лежайського) деканату Перемишльської єпархії. В ерекційній грамоті записано: «Для примноження слави Божої, Станіслав Август король Польщі 1769 р. 31 липня, для руського народу створив церкву св. Онуфрія, і надав фонд зі свого скарбу для удержання пароха».
В 1831 р. в селі була греко-католицька парохія, яка належала до Каньчузького деканату Перемишльської єпархії, у селі був 151 парохіянин та 7 парохіян було в розташованому за 2 км на схід присілку Руда Таневська, у парохії було 1019 вірян, парохія охоплювала також місто Улянів та села Руда Таневська, Борки, Курина Мала, Курина Велика, Ґольці, Ярочин, Жджари, Шиперки, Волошини, Вілька Таневська, Заріче, Дубровиця, Розвадів. У 1835 р. додалися місто Рудник і села Пишниця і Мостське Соколя, у 1836 р. — місто Нисько і села Смутки, Налепи, Мостки, Депутати, Заволоки, Гута Деренгівська, Глинянка, Білини і Вілька Білинська. В 1873 р. до парохії включене село Вимислів, у 1880 р. — Майдан Бірчанський, у 1892 р. — Домостава, в 1895 р. — Білинець, у 1900 р. — Підбук (присілок Дубрівки), у 1908 р. — міста Тарноберег і Мілець, а в 1934 р. — Курина Середня, Лазори і Камінка.
Шематизм 1879 р. засвідчив незаконне відібрання 6 моргів найкращої землі з віновання церкви, а також перехід значної кількості парохіян на латинський обряд (тобто, до римо-католицького костелу).
Після виселення українців у 1947 році церква перетворена на римо-католицький костел.
Кількість греко-католиків у селі: 1831—151, 1880—212, 1889—250, 1909—236, 1928—288, 1939—244.
У 1975—1998 роках село належало до Тарнобжезького воєводства.

## Демографія
Демографічна структура станом на 31 березня 2011 року:
|          | Загалом | Допрацездатний вік | Працездатний вік | Постпрацездатний вік |
| -------- | ------- | ------------------ | ---------------- | -------------------- |
| Чоловіки | 377     | 74                 | 261              | 42                   |
| Жінки    | 387     | 78                 | 223              | 86                   |
| Разом    | 764     | 152                | 484              | 128                  |